# شطرنج با چشمان بسته

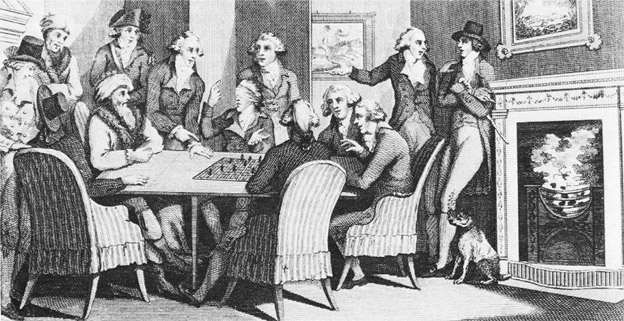
تصویری از صحنه ای که درآن، فرانسوا-آندره دانیکان فیلیدور، در حال نمایش بازی شطرنج، با چشمان بسته است.

شطرنج با چشمان بسته (به انگلیسی: Blindfold chess) شیوه‌ای از بازی شطرنج است که در آن، حداقل یکی از حریفان بازی، بدون دیدن یا لمس مهره‌های شطرنج، تنها از طریق شنیدن موقعیت مهره‌ها بر روی صفحه، با اتکاء به تصویر ذهنی و حافظه خود، حرکات مناسب را بیان کرده و بازی را هدایت می‌کند. یک مجری به نمایندگی بازیگر چشم بسته، حرکات را بر اساس دستورهای بیانی وی انجام داده و حرکات و موقعیت مهره‌های رقیب مقابل را بر اساس سامانه یادداشت بازی، با صدای بلند بیان می‌کند.
بازی شطرنج با چشمان بسته، همان‌طور که از نامش پیداست، قرن‌ها به عنوان نوعی چشمبندی یا شعبده بازی محسوب می‌شد. اما امروزه شناخت بیشتری از پشتوانه‌های احتمالی این شیوه بازی وجود دارد. در طول تاریخ افراد متعددی، بازی با چشمان بسته را به نمایش گذاشته‌اند و حتی همزمان چند بازی مختلف را در مقابل حریفان متعدد هدایت کرده‌اند. چنین نمایش‌هایی همیشه موجب شگفتی عوام و شک و تردید خواص شده و می‌شود.
سابقاً در ایران، بازی شطرنج با چشمان بسته، به نام بازی غایبانه شناخته می‌شد. ادعا شده است که در حدود قرن هشتم هجری خورشیدی، برابر با قرن ۱۴م، در دوران حکومت تیمور گورکانی (لنگ) شخصی به نام علاءالدین تبریزی، معروف به علی شطرنجی، همزمان با چند حریف، غایبانه بازی و حضار که احیاناً شرط‌بندی نیز کرده بودند را شگفت زده می‌کرده است.

## تاریخچه
شطرنج بدون استفاده از صفحه، از همان ابتدا در تاریخ شطرنج مورد توجه قرار گرفت. یکی از اولین افرادی که بازی شطرنج بدون صفحه را انجام داد، سعید بن جبیر (۶۶۵–۷۱۴) در خاورمیانه بود. در اروپا، شطرنج نابینا به‌عنوان روشی برای سخت‌تر کردن بازی برای یک استاد شطرنج هنگام مقابله با حریف ضعیف‌تر یا به نمایش گذاشتن مهارت‌های برتر فردی، محبوب شد. این نوع بازی به‌تدریج به نشانه‌ای از توانایی‌های ذهنی برجسته تبدیل شد.
بر اساس کتاب تاریخچه شطرنج نوشته هارولد جیمز موری، نوع دیگری از شطرنج نابینا در آسیای مرکزی رواج داشت، جایی که دو سوارکار در کنار یکدیگر حرکت‌های شطرنج را بدون استفاده از صفحه یا مهره‌ها با صدای بلند اعلام می‌کردند. اولین رویداد ثبت‌شده شطرنج نابینا در اروپا در سال ۱۲۶۶ در فلورانس برگزار شد. بعدها در سال ۱۷۸۳، بازیکن بزرگ فرانسوی فرانسوا-آندره دانیکان فیلیدور توانایی خود را برای بازی همزمان سه بازی نابینا نشان داد و موفقیت قابل‌توجهی کسب کرد. این دستاورد، که به‌طور گسترده در روزنامه‌ها منعکس شد، نتیجه تمرین‌های او در شب‌هایی بود که نمی‌توانست بخوابد و به تصور حرکات روی صفحه می‌پرداخت.
در طول قرن نوزدهم، شطرنج نابینا همچنان محبوبیت یافت. پل مورفی در سال ۱۸۵۸ یک نمایش شطرنج نابینا را در برابر هشت بازیکن برتر پاریس برگزار کرد که با شش برد و دو تساوی به پایان رسید. بازیکنان برجسته دیگری مانند لوییس پولسن، فرانسوا-آندره دانیکان فیلیدور (که تا ۱۶ بازی نابینا به‌صورت همزمان بازی کرد) و قهرمان جهان ویلهلم اشتاینیتس نیز در این حوزه مهارت خود را به نمایش گذاشتند. تا اوایل قرن بیستم، رکوردهای جدیدی در این زمینه به ثبت رسید، از جمله هری نلسون پیلزبری که در سال ۱۹۰۰ توانست ۲۰ بازی نابینا را به‌صورت همزمان در فیلادلفیا انجام دهد. این هنر ذهنی تا امروز به‌عنوان یکی از جنبه‌های برجسته و خلاقانه شطرنج شناخته می‌شود.

## در قرن بیستم
در سال ۱۹۲۴، الکساندر آلخین در هتل آلاماک نیویورک ۲۶ بازی هم‌زمان و بدون دیدن صفحه شطرنج در برابر حریفان بسیار قوی، از جمله آیزاک کاشدان و هرمان استاینر، برگزار کرد و با نتیجه ۱۶ برد، ۵ باخت و ۵ مساوی به کار خود پایان داد. این نمایش احتمالاً قوی‌ترین نمایش هم‌زمان بدون دید در تاریخ شطرنج بود. سال بعد در فوریه ۱۹۲۵، او در پاریس با ۲۸ تیم که هرکدام از چهار بازیکن تشکیل شده بودند، روبرو شد و نتیجه‌ای چشمگیر با ۲۲ برد، ۳ باخت و ۳ مساوی کسب کرد. در همان سال، ری‌تی رکورد او را شکست و در سائوپائولو مقابل ۲۹ بازیکن به صورت هم‌زمان بازی کرد. ری‌تی پس از این رویداد از ضعف حافظه خود شکایت کرد، زیرا کیف مدارک خود را در محل جا گذاشت.
در ۱۶ ژوئیه ۱۹۳۴، آلخین در شیکاگو رکورد جدیدی ثبت کرد و در ۳۲ بازی هم‌زمان و بدون دیدن صفحه، ۱۹ برد، ۴ باخت و ۹ مساوی به دست آورد. ادوارد لاسکر داوری این مسابقات را بر عهده داشت. اما این رکورد در ۲۰ سپتامبر ۱۹۳۷ توسط ژرژ کولتانووسکی در ادینبرو شکسته شد. او در طی ۱۳ ساعت ۳۴ بازی هم‌زمان بدون دید برگزار کرد و ۲۴ برد و ۱۰ باخت به ثبت رساند. بعدها، میگوئل نایدورف این رکورد را دو بار شکست. اولین رکورد او در روساریو، سانتا فه، آرژانتین، در سال ۱۹۴۳ در برابر ۴۰ حریف با ۳۶ برد، ۱ مساوی و ۳ باخت بود و هدف اصلی این مسابقه، اطلاع‌رسانی به خانواده‌اش دربارهٔ زنده‌بودن او پس از تهاجم آلمان به لهستان در جنگ جهانی دوم بود. در سال ۱۹۴۷، نایدورف رکورد خود را به ۴۵ حریف در سائوپائولو افزایش داد و با ۳۹ برد، ۴ مساوی و ۲ باخت به کار خود پایان داد.
رکوردهای بازی‌های بدون دید همچنان توسط بازیکنان دیگری شکسته شد. در سال ۱۹۶۰، ژرژ کولتانووسکی در سان‌فرانسیسکو ۵۶ بازی متوالی بدون دید برگزار کرد، با سرعت هر حرکت در ۱۰ ثانیه. این نمایش ۹ ساعت به طول انجامید و او ۵۰ برد و ۶ باخت ثبت کرد. تخصص ویژه کولتانووسکی انجام سفر اسب در صفحه شطرنج با ابعاد تا ۱۹۲ مربع بود. همچنین، یانوش فلش در همان سال در بوداپست ادعا کرد که رکورد جدیدی با ۵۲ بازی هم‌زمان به ثبت رسانده است، اما این تلاش به دلیل شرایط خاص از جمله اجازه استفاده از بازخوانی شفاهی بازی‌ها، مورد انتقاد قرار گرفت.

## در دوره مدرن
در نوامبر ۲۰۱۰، رکورد جدیدی در اروپا توسط مارک لانگ، شطرنج‌باز آلمانی، در شهر سونتایم، آلمان ثبت شد. او در طول ۲۳ ساعت، با ۳۵ حریف بازی کرد و توانست ۱۹ پیروزی، ۱۳ تساوی، و تنها ۳ شکست به‌دست‌آورد. یک سال بعد، در نوامبر ۲۰۱۱، لانگ بار دیگر در سونتایم رکورد جهانی را بهبود بخشید و این بار به‌طور همزمان و چشم‌بسته با ۴۶ حریف بازی کرد که نتیجه آن ۲۵ پیروزی، ۱۹ تساوی و فقط ۲ شکست بود. همچنین، در ۳ دسامبر ۲۰۱۶، تیمور گاریف با استفاده از ماسک بر روی چشمانش و در حالی که روی یک دوچرخه ثابت نشسته بود، با ۴۸ حریف به‌طور همزمان بازی کرد و ۳۵ پیروزی، ۷ تساوی و ۶ شکست کسب کرد.
امروزه، تورنمنت‌های شطرنج چشم‌بسته در طول سال برگزار می‌شوند و یکی از برجسته‌ترین این رویدادها، تورنمنت شطرنج آمبر در مونت‌کارلو بود که تا سال ۲۰۱۱ برگزار می‌شد. از میان شطرنج‌بازان برجسته مدرن، ولادیمیر کرامنیک، ویسواناتان آناند، الکسی شیروف، و الکساندر مورووزویچ توانایی‌های چشم‌گیری در شطرنج چشم‌بسته نشان داده‌اند و بین سال‌های ۱۹۹۶ تا ۲۰۰۷ به‌طور متناوب برنده این تورنمنت شدند. همچنین، لوون آرونیان سه بار قهرمان تورنمنت شطرنج آمبر شد و در سال ۲۰۱۲ در مسابقات جهانی بازی‌های ذهنی SportAccord نیز در بخش شطرنج چشم‌بسته به پیروزی رسید.
در سال ۲۰۰۹، کتابی با عنوان «شطرنج چشم‌بسته: تاریخچه، روان‌شناسی، تکنیک‌ها، قهرمانان، رکوردهای جهانی و بازی‌های مهم» به قلم الیوت هرست و جان نات منتشر شد. این کتاب موفق به دریافت جایزه Fred Cramer برای بهترین کتاب شطرنج سال ۲۰۰۹ شد، جایزه‌ای که توسط فدراسیون شطرنج ایالات متحده، روزنامه‌نگاران شطرنج آمریکا، و U.S. Chess Trust اهدا می‌شود.